# Кутуєво (Учалинський район)
Кутуєво (рос. Кутуево, башк. Ҡотой) — присілок у складі Учалинського району Башкортостану, Росія. Входить до складу Уразовської сільської ради.
Населення — 230 осіб (2010; 277 в 2002).
Національний склад:
- башкири — 100%